# Vidro crown
Vidro crown é um tipo de vidro óptico usado em lentes e outros componentes ópticos. Tem índice refrativo relativamente baixo (≈1,52) e baixa dispersão (com número Abbe em torno de 60). O vidro crown é produzido a partir de silicatos álcali-cal (“soda-cal” ou RCH) contendo aproximadamente 10% de óxido de potássio e é um dos primeiros vidros de baixa dispersão, tendo sido desenvolvidos no século XIX, em diversos processos em paralelo, mas especialmente por Ernst Abbe e Otto Schott da empresa alemã Jena, a partir de 1876.
Assim como o material específico chamado vidro crown, existem outros vidros ópticos com propriedades semelhantes que também são chamados vidros Crown. Geralmente, este é qualquer vidro com números de Abbe na gama de 50 a 85. Por exemplo, o vidro borossilicato Schott BK7 é um vidro crown extremamente comum, utilizado em lentes de precisão. Os borossilicatos contêm cerca de 10% de óxido bórico, tem boas características ópticas e mecânicas e são resistentes a danos químicos e ambientais. Outros aditivos utilizados em vidros crown incluem óxido de zinco, pentóxido de fósforo, óxido de bário, fluorita e óxido de lantânio.
Fórmulas simplificadas do vidro crown citadas na literatura são, por exemplo:
- De acordo com Georges Bontemps:

- - I

110 libras (aprox. 48,9 kg) de areia branca
45 e ½  libras (aprox. 20,64 kg) de soda purificada (carbonato de sódio)
24 ¾ libras (aprox. 11,23 kg) de calcário (carbonato de cálcio)
1 e ¾ libras (aprox. 0,79 kg) de ácido arsenioso
- - II

110 libras (aprox. 48,9 kg) de areia branca
33 (aprox. 15 kg) de potassa (carbonato de potássio)
18 e ½  libras (aprox. 8,4 kg) de soda
13 e 3/4 libras (aprox. 6,24 kg) de giz (carbonato de cálcio)
13 e 1/4 onças (aprox. 0,39 kg) de ácido arsenioso
- E de acordo com Pierre Louis Guinand, um dos primeiros desenvolvedores de vidros óticos:

110 libras (aprox. 48,9 kg) de areia branca
44 libras (aprox. 20 kg) de potassa
5 e 1/2 libras (aprox. 2,9 kg) de mínio (óxido natural de chumbo)
5 e 1/2 libras (aprox. 2,9 kg) de bórax
4 e ½ onças (aprox. 127,6 g) de pirolusita

## Par acromático
Uma lente côncava de vidro flint é comumente combinada com uma lente convexa de vidro  crown para produzir um ”par acromático” (ou “dupla acromática”). As dispersões dos vidros se compensam parcialmente entre si, produzindo uma aberração cromática reduzida em comparação com uma lente simples com a mesma distância focal.

## Observação quanto à nomenclatura
No início dos anos 1800, o “vidro de janela” foi chamado “vidro crown” (em inglês, crown glass, pois o que seria hoje um vidro plano, o atual vidro para uso em abertura e edificações e outros fins, era feito soprando-se uma bolha e girando-a até ficar plana, resultando num disco de tamanho tal que tivesse a espessura adequada ao seu uso final. Isso resultava numa placa de vidro com um inchaço, ou “coroa” (crown), no centro.